# Xenoctenus unguiculatus
Xenoctenus unguiculatus är en spindelart som beskrevs av Cândido Firmino de Mello-Leitão 1938. 
Xenoctenus unguiculatus ingår i släktet Xenoctenus och familjen taggfotsspindlar. Inga underarter finns listade i Catalogue of Life.